# Antígon de Macedònia
Antígon (en llatí Antigonus, en grec Ἀντίγονος) era fill d'Ekècrates, el germà d'Antígon Dosó. Fou habitual membre de la cort de Filip V de Macedònia i amic del príncep Perseu de Macedònia.
Poc abans de la mort de Filip, li va revelar que les acusacions de Perseu contra el seu germà Demetri, per culpa de les quals Filip havia fet matar Demetri, eren falses. Assabentat d'això Filip V, indignat, va desheretar Perseu i el va nomenar successor, però al morir Filip, Perseu es va proclamar rei i el va fer assassinar.